# スキーウェア

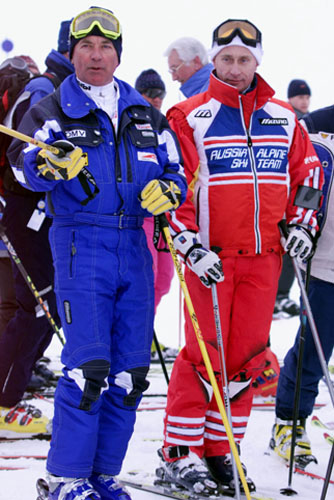
ワンピースのカール・シュランツとツーピースのウラジーミル・プーチン

スキーウェアは、スキーやスノーボードの際に衣服の一番上に着用するスーツ。スノーボーダー用に作られているものもあるが、ほとんどはスキー、スノーボードのスタイルを問わずどちらにも使用される。よりカジュアルなものは、子どもたちが冬の日常のアウターとして着用することも多い。

## デザイン
防寒具としてはもとより、一般のスキーヤーの間ではファッションとしての要素も併せ持つ。かつては蛍光色や原色などの、雪の白に対して映える色使いが主だったが、近頃はスノーボーダーの影響からか、ストリート系、ルーズファッションと呼ばれる街着に近い型が流行している。近年のスノーボーダー用ウェアの普及でデザインの共通化も見られる事から、スキーウェアとの区別が付きにくくなりつつあるが、通常のスキーウェアのパンツ部分については一般的に、裾の内側に皮革やプラスチック等で出来ているエッジガードと呼ばれる、その名の通りスキーのエッジでウェアの裾が切れない構造となっているものが取り付けられている。ウェアによっては硬い雪面等から身を守れるよう、堅牢な作りとなっている物や、プロテクターが組み込まれた物もある。
またユニフォームとしての側面から、アルペン競技のジュリー等関係者・基礎スキー大会の公認スキー検定員によるイグザミナー等関係者・公認スキー学校のスキー指導者・スキーパトロール・その他のチームや団体等では統一デザインとしたスキーウェアとなっている事もある。

### レーシングスーツ

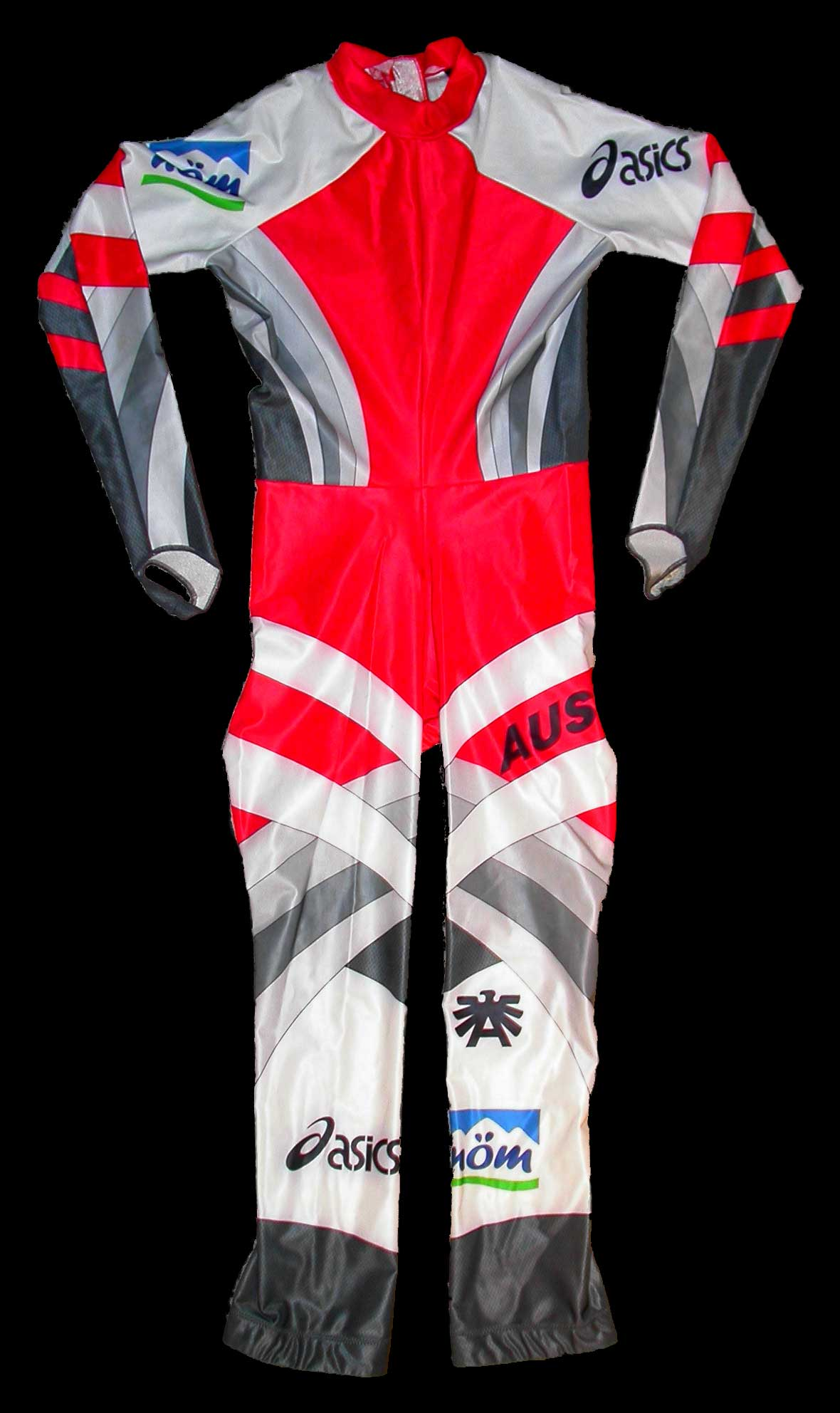
オーストリアのプロスキーヤーのレーシングスーツ

レース時に着用されるウェアである。空気抵抗を減らすため、ポリウレタン混紡等の薄い伸縮性生地を用い、身体に密着するように製作される。表面はカレンダー処理等の方法で高い平滑性を持たせたり、空気の流れを整えるためのパターンが着用時に浮き出るような特殊な加工が施されることもある。テレビジョン中継等、各種メディアへの露出度が高いことから、各チームの個性を演出すべく目立つデザインのプリントがされている場合が多く、選手のスポンサー企業のロゴなどがあしらわれることもある。通常上下一体のワンピース型であり、レーシングワンピースとも呼ばれる。その保温性はスキーが行われるような環境で着用するには全く不十分であり、スタートの直前までは防寒用のスキーウェアをレーシングスーツの外側に重ね着しておくことが普通である。スーパー大回転、大回転、回転競技用のスーツには、ポールへの衝突から身体を保護するプロテクターを組み込んだものもある。1970年代には表面をビニルコーティングしたスーツが用いられていたが、スピードが出すぎて危険なこと、また汗が内部から蒸散せず、皮膚障害の原因になりかねないことから、国際スキー連盟（以下、FIS）により通気性のある素材を用いなければならないルールが制定された。重要な公式大会の滑降、スーパー大回転、大回転競技では、あらかじめFISによる通気性等のテストを受け、プロンプと呼ばれる合格証を取り付けたスーツでなければ着用できない。プロンプが不要の回転競技では、ツーピースタイプのレーシングスーツを着用する場合もある。

### プロテクター
主に競技用。転倒時の硬い雪面や、ターンする際のポールから体を守るために装着する。すね当て、臀部、大腿部、下半身全体を防護するもの、全身を防護する鎧のようなものまで様々。ウェアの下に装着し、外見ではプロテクターが目立たないタイプも普及している。
一般向けには初心者や小児の怪我防止に簡易な膝当てなどが使用されることがある。